# Casa de Sponheim
La Casa de Sponheim o Spanheim (también llamada Sponheimer o Spanheimer) fue una familia noble medieval alemana, que tuvo su origen en la Franconia Renana. Fueron Condes con inmediación imperial de Sponheim hasta 1437 y Duques de Carintia desde 1122 hasta 1269. Una rama cadete gobernó en el Condado Imperial de Ortenburg-Neuortenburg hasta 1806.

## Historia

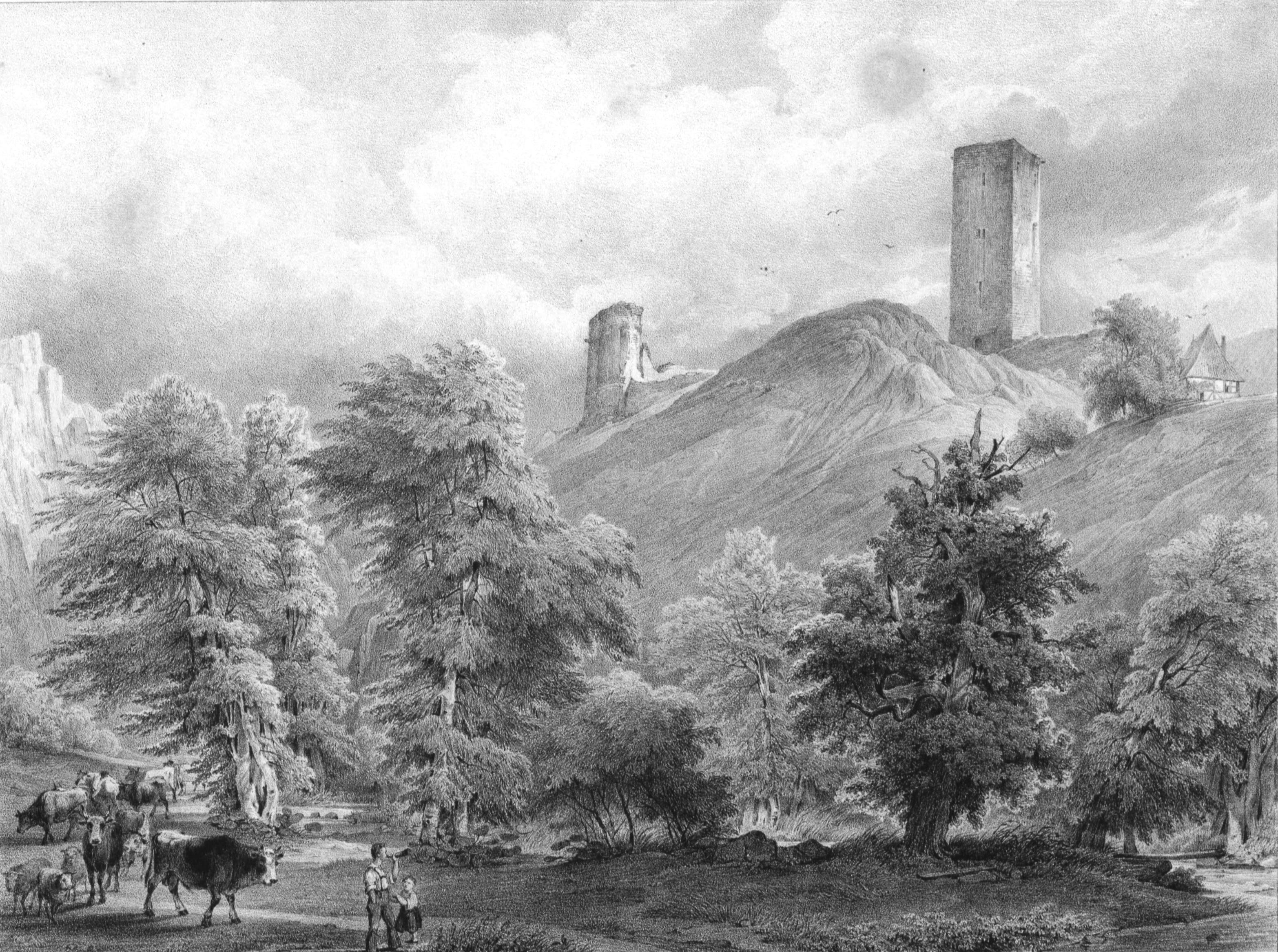
Ruinas del castillo de Sponheim, grabado del.

La familia tomó su nombre de su sede ancestral en el Castillo de Sponheim en la cordillera de Hunsrück, en el presente Burgsponheim cerca de Bad Kreuznach, Renania-Palatinado. Desde el siglo XI la familia fue dividida en dos ramas estrechamente relacionadas. Una de estas ramas, probablemente la mayor, retuvo el Ducado de Carintia y originó el Condado de Ortenburg en Baviera. La otra rama permaneció en la Franconia Renana, conservando el Condado de Sponheim.
El fundador de la rama ducal fue el Conde Sigfrido I (1010-1065), un franco ripuario por nacimiento y partidario del emperador Conrado II de la dinastía salia. Por esta razón la familia a veces es referida como los Sigfridos. Sigfrido siguió a Conrado en su campaña de 1035 contra el Duque Adalberón de Carintia, quien por razones desconocidas cayó en desgracia para el emperador. Por su matrimonio con Richgard, hija del Conde Engelberto de la familia noble bávara de los Sieghardinger, se convirtió en heredero de grandes territorios en Carintia y Tirol. En 1045 Sigfrido recibió el título de margrave en la Marca Húngara por el emperador Enrique III. Sus hijos Engelberto, Margrave en Istria desde 1090, y Hartwig fundaron la Abadía de San Pablo en Lavanttal en los estados de su madre en 1091.
Cuando la Casa ducal de Eppenstein finalmente se extinguió en 1122, el nieto de Sigfrido, Enrique, heredó el título y se convirtió en el primer Duque Sponheim de Carintia, así como Margrave en la italiana Marca de Verona. A su muerte solo un año más tarde, fue sucedido por su hermano Engelberto, cuyos descendientes gobernaron en Carintia hasta la muerte del Duque Ulrico III en 1269. El hijo menor de Engelberto, Rapoto, fue el ancestro de la dinastía bávara de Ortenburgo. Los duques Spanheim intentaron consolidar sus posesiones siendo leales contribuidores a la Imperial Casa de Hohenstaufen, aunque tuvieron que luchar con nobles locales reacios, como el Carintio Conde de Ortenburg. El título margravial en Verona se perdió en favor de Herman III de Baden en 1151. 
Bajo Bernhard von Spanheim, Duque de Carintia desde 1202 hasta 1256, la dinastía alcanzó el punto más alto de su poder. En 1213 se casó con Judith, una hija del Rey Ottokar I de Bohemia, que asoció la línea ducal con la dinastía real checa Přemyslid. El hijo de Bernardo, Ulrico III, se casó con Inés de Merania en 1245 también heredando el título de margrave en la adyacente Marca de Carniola. Sin embargo, ya que sobrevivió a sus hijos, legó sus tierras de Carintia y Carniola a su primo Přemyslid el Rey Ottokar II de Bohemia según un acuerdo secreto de herencia de 1268. Estos Estados estaban entre los territorios que Rodolfo de Habsburgo ocupó, después de su elección como Rey de los Romanos en 1273, debido a su adquisición en circunstancias sospechosas.
El fundador de la rama renana fue el Conde Esteban I de Sponheim (m. 1080), que pudo haber sido un primo hermano, un hijo o sobrino de Sigfrido. Uno de sus sucesores, Godofredo III (1183-1218), se casó con Adelaida de Sayn, hermana y heredera del último Conde de Sayn, Enrique II. En 1437 se extinguió la línea masculina gobernante de esta rama en Sponheim, y los descendientes de la línea femenina, a saber los Margraves de Baden y los Condes Palatinos de Simmern-Zweibrücken-Birkenfeld, asumieron el título de Condes de Sponheim, conjuntamente con el Elector del Palatinado, quien había recibido una pequeña parte como dote.
La rama de los Condes de Ortenburgo todavía se encuentra hoy en día en Tambach (Baviera). Una línea lateral de la rama renana sobrevive también con los Príncipes de Sayn-Wittgenstein.

## Genealogía

### Línea ducal

Escudo de armas de Carintia hasta 1246.

Escudo de armas de Carintia desde 1246.

1. Sigfrido I (m. 1065), Conde en el Valle de Puster, Margrave de la Marca Húngara
  1. Hartwig (m. 1102), Arzobispo de Magdeburgo
  2. Engelbert I (m. 1096), Margrave de Istria
    1. Bernardo I (m. 1147), Margrave en la Marca Víndica
    2. Richardis (m. sobre 1112), casado con el Margrave Poppo II de Carniola
    3. Enrique IV (1065/70-1123), Duque de Carintia y Margrave de Verona
    4. Engelbert II (m. 1141), Margrave de Carniola e Istria, Duque de Carintia y  Margrave de Verona
      1. Ulrico I (m. 1144), Duque de Carintia y Margrave de Verona
        1. Enrique V (m. 1161), Duque de Carintia, Margrave de Verona hasta 1151
        2. Herman II (m. 1181), Duque de Carintia
          1. Ulrico II (1176-1202), Duque de Carintia
          2. Bernardo II (c. 1180-1256), Duque de Carintia
            1. Ulrico III (c. 1220-1269), Margrave de Carniola desde 1248, Duque de Carintia, casado con Inés de Merania y por segunda vez con Inés de Baden
            2. Felipe (m. 1279) Arzobispo-electo de Salzburgo, Patriarca de Aquileia

      2. Engelbert III (1124-1173), Margrave de Istria, Margrave de Toscana
      3. Enrique (m. 1169), Obispo de Troyes
      4. Rapoto (m. 1186), Conde de Ortenburgo
      5. Adelaida (m. 1178), Abadesa de Göss
      6. Hartwig II (m. 1164), Obispo de Regensburg

    5. Sigfrido II (m. 1132), Conde en Lebenau
    6. Hartwig I (m. 1126), Obispo de Regensburg
2. Federico (1022-1058)
3. Eberhard

### Línea condal
1. Esteban I (m. sobre 1080), probablemente un primo de Sigfrido I
  1. Estaeban II (m. sobre 1118), probablemente casado con Sofía de Vornbach, viuda del Conde Hermann de Salm, antirrey alemán desde 1081
    1. Meginhard I (m. 1136/45), casado con Matilde, hija del Conde Adalberto II de Nellenburg
      1. Godofredo I (m. después de 1159), probablemente casado con Matilda (Mechtild), hija del Duque Simón I de Lorena
        1. Godofredo II, probablemente casado con una hija del Conde Gerlach de Veldenz
          1. Godofredo III (c. 1175-1218), casado con Adeleida, hermana del Conde Enrique III de Sayn, muerto en la Quinta Cruzada
            1. Juan I de Sponheim-Starkenburg (c. 1206-1266), Conde de Sayn desde 1263, probablemente casado con la hija del Conde Federico de Isenberg
            2. Enrique (m. 1259), casado con Inés de Heinsberg
            3. Simón I de Sponheim-Kreuznach (c. 1210-1264), casado con Margarita de Heimbach

    2. Gerardo I, probablemente casado con la hija del conde Bertol de Vianden
    3. Hugo (m. 1137), Arzobispo de Colonia
    4. Jutta (1091-1136), Abadesa en Disibodenberg

Escudo de armas de Sponheim-Starkenburg.

#### Sponheim-Starkenburg
1. Juan I (c. 1206-1266), Conde de Sayn desde 1263, probablemente casado con una hija del Conde Federico de Isenberg
  1. Godofredo I de Sayn (m. 1284), casado con Jutta de Isenburg
  2. Enrique I (c. 1235-1289), casado con Blancaflor, hija del Conde Guillermo IV de Jülich
    1. Juan II (c. 1265-1324), casado con Catalina de Vianden
      1. Enrique II (c. 1292-1323), casado con Loreta de Salm
        1. Juan III (c. 1315-1398), casado con Matilde del Palatinado, sobrina del emperador Luis IV
          1. Juan IV (c. 1338-1413/14), casado con Elizabeth, hija del Conde Walram de Sponheim-Kreuznach 
            1. Juan V (c. 1359-1437), también Conde de Sponheim-Kreuznach desde 1417, se casó con Walburg de Leiningen, murió sin descendencia

          2. Matilde (m. 1407/10), se casó con el Margrave Rodolfo VI de Baden
          3. Loreta, se casó con el Conde Enrique III de Veldenz
            1. Federico III de Veldenz (m. 1444)
              1. Ana de Veldenz (c. 1390-1439), se casó con el Conde Palatino Esteban de Simmern-Zweibrücken

Escudo de armas de Sponheim-Kreuznach.

#### Sponheim-Kreuznach
1. Simón I (c. 1210-1264), se casó con Margarita de Heimbach
  1. Juan I (c. 1245-1290), se casó con Adelaida de Leiningen
    1. Juan II (c. 1270-1340), no se casó
    2. Simón II en Kastellaun (c. 1270-1336), se casó con Elizabeth de Valkenburg
      1. Walram (c. 1305-1380), se casó con Elizabeth de Katzenelnbogen
        1. Simón III (c. 1330-1414), se casó con María de Vianden, murió sin herederos varones
          1. Elizabeth (m. 1417), se casó con el Conde Engelbert III de La Mark, por segunda vez con el Príncipe Ruprecht Pipan, hijo de Roberto del Palatinado

        2. Elizabeth, se casó con el Conde Juan IV de Sponheim-Starkenburg (ver arriba)